# Walram 2. af Luxemburg, herre af Ligny
Walram 2. af Luxemburg, herre af Ligny (fransk: Waléran II de Luxembourg-Ligny) (født ca. 1275, død ca. 1354), var herre af Ligny, Beauvoir og Roussy.
Walram 2. var søn af Walram 1. af Luxemburg, herre af Ligny og sønnesøn af Henrik 5., greve af Luxembourg.
Walram 2. blev far til Johan 1. af Luxemburg, herre af Ligny.